# Victor Lagye
Victor Lagye, né le 20 juin 1825 à Gand et mort le 1er septembre 1896 à Anvers, est un peintre et illustrateur belge surtout connu pour ses peintures de genre et ses scènes historiques. Il participe à divers programmes décoratifs commandés par le gouvernement belge. Dans ses dernières années, il se consacre activement à l'éducation artistique.

## Biographie
Victor Lagye étudie à l'Académie de Gand, où l'un de ses professeurs est Théodore Canneel. Il remporte le Prix de Rome en 1843. Le prix lui permet de se rendre en Italie. À l’époque, l’Italie est en pleine tourmente. Selon certaines sources, il est membre du « bataillon universitaire » sous le commandement de Charles Albert de Sardaigne et se porte volontaire dans l'armée de Garibaldi lors de la révolte de Rome à la fin de 1848, qui conduit à la fondation de la République romaine. Lorsque les Français reprennent Rome, il s'échappe pour éviter une condamnation à mort. L'artiste se rend d'abord à Bruxelles en 1849 et en 1850 il s'installe à Anvers,.

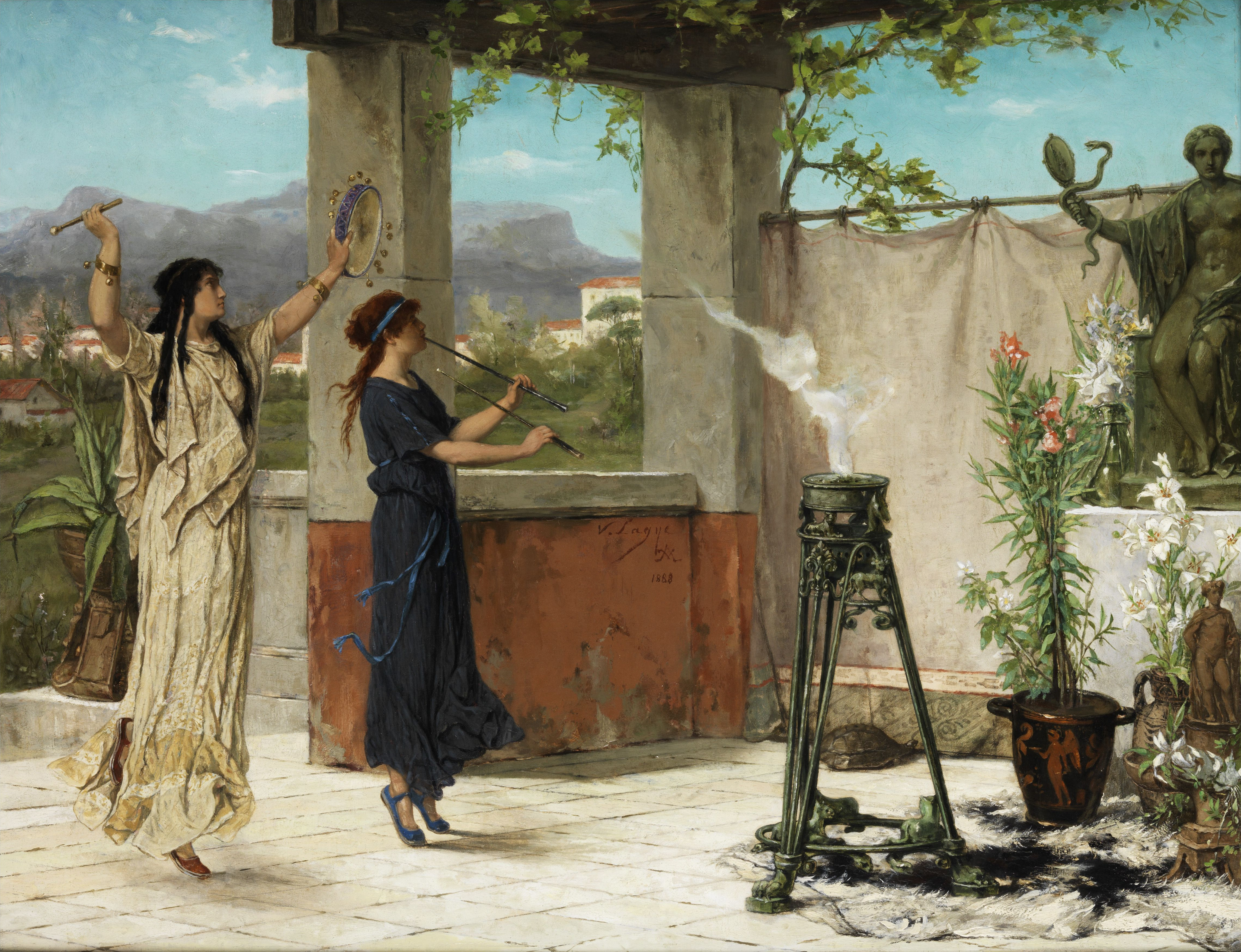
Danseurs dans le temple

À Anvers, il se lie d'amitié avec Jan August Hendrik Leys. Leys est un représentant éminent de l'école historique ou romantique et un pionnier du mouvement réaliste en Belgique. Lagye devient un disciple enthousiaste et dévoué de Leys et commence à peindre les mêmes sujets que Leys,.
Lagye devient professeur à l'Institut supérieur des beaux-arts d'Anvers en 1871 et est promu directeur de cette institution en 1895. Ses élèves comprenaient Albrecht De Vriendt.
Lagye remporta au cours de sa carrière plusieurs distinctions : une médaille à l'Exposition du Centenaire de Philadelphie de 1876, chevalier de l'Ordre de Léopold et une médaille d'or au salon de Bruxelles de 1860,.
Lagye décède le 1er septembre 1896 à Anvers,.
Eugène Verboeckhoven a complété certains de ses tableaux.

## Distinction

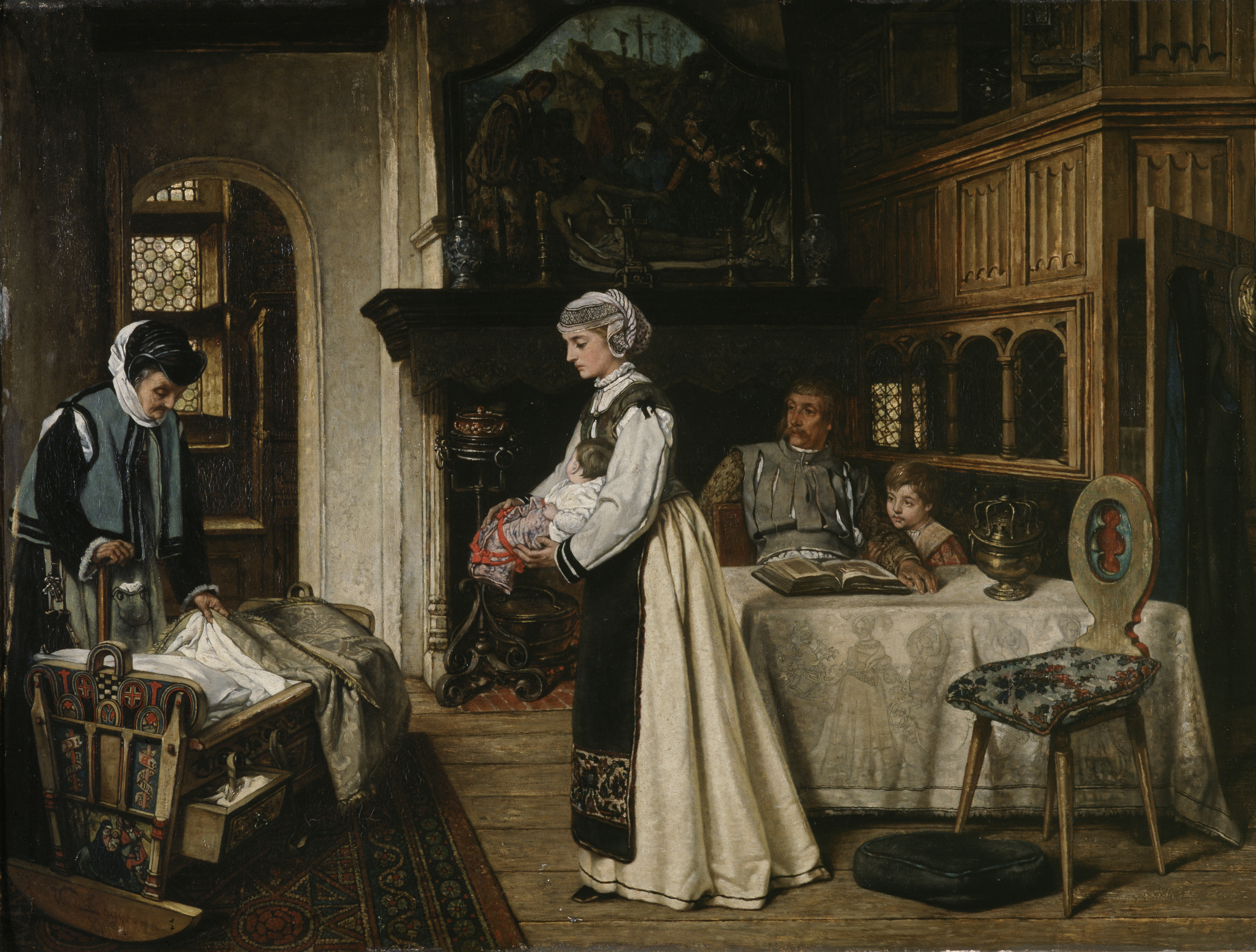
Scène de famille à l'époque de la Ligue catholique
Musée des Beaux-Arts de Gand

- Chevalier de l'ordre de Léopold (3 novembre 1872)[4].

## Œuvre
En disciple de Leys, il rassemble tous les éléments du réalisme néo-gothique dans Scène de famille à l'époque de la Ligue catholique, qui est une vraie reconstitution historique. Ce tableau, acquis au Salon de Gand de 1871, est conservé au Musée des Beaux-Arts de Gand.